# Hymenostomum aeruginosum
Hymenostomum aeruginosum là một loài rêu trong họ Pottiaceae. Loài này được (Sm.) Lindb. mô tả khoa học đầu tiên năm 1864.